# Луковець (Комен)
Луковець (словен. Lukovec) — поселення в общині Комен, Регіон Обално-крашка, Словенія. Висота над рівнем моря: 378,7 м.